# Bauchnabel

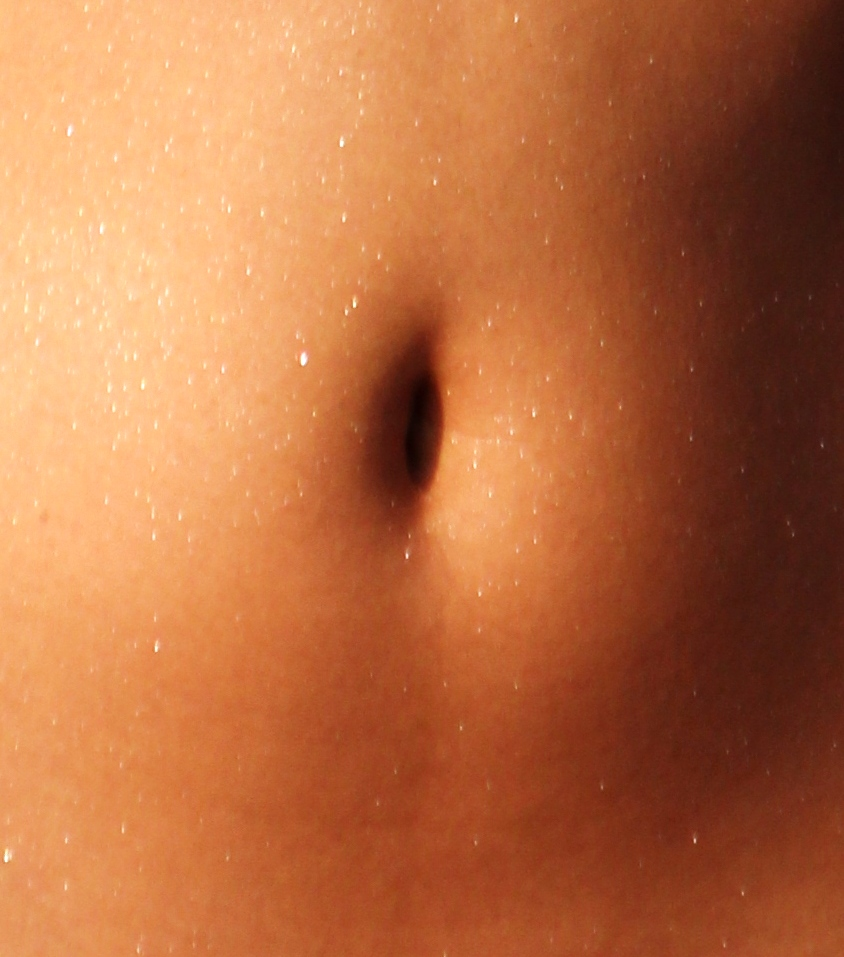
Bauchnabel einer Frau

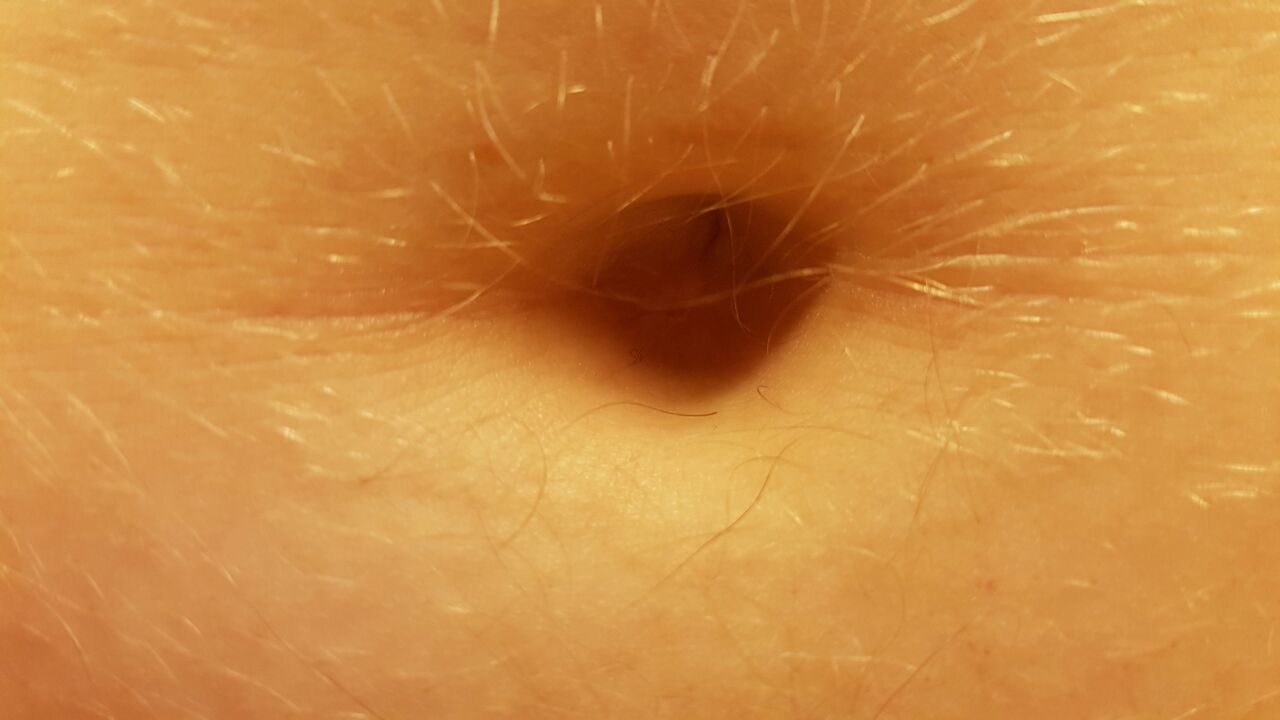
Bauchnabel eines Mannes

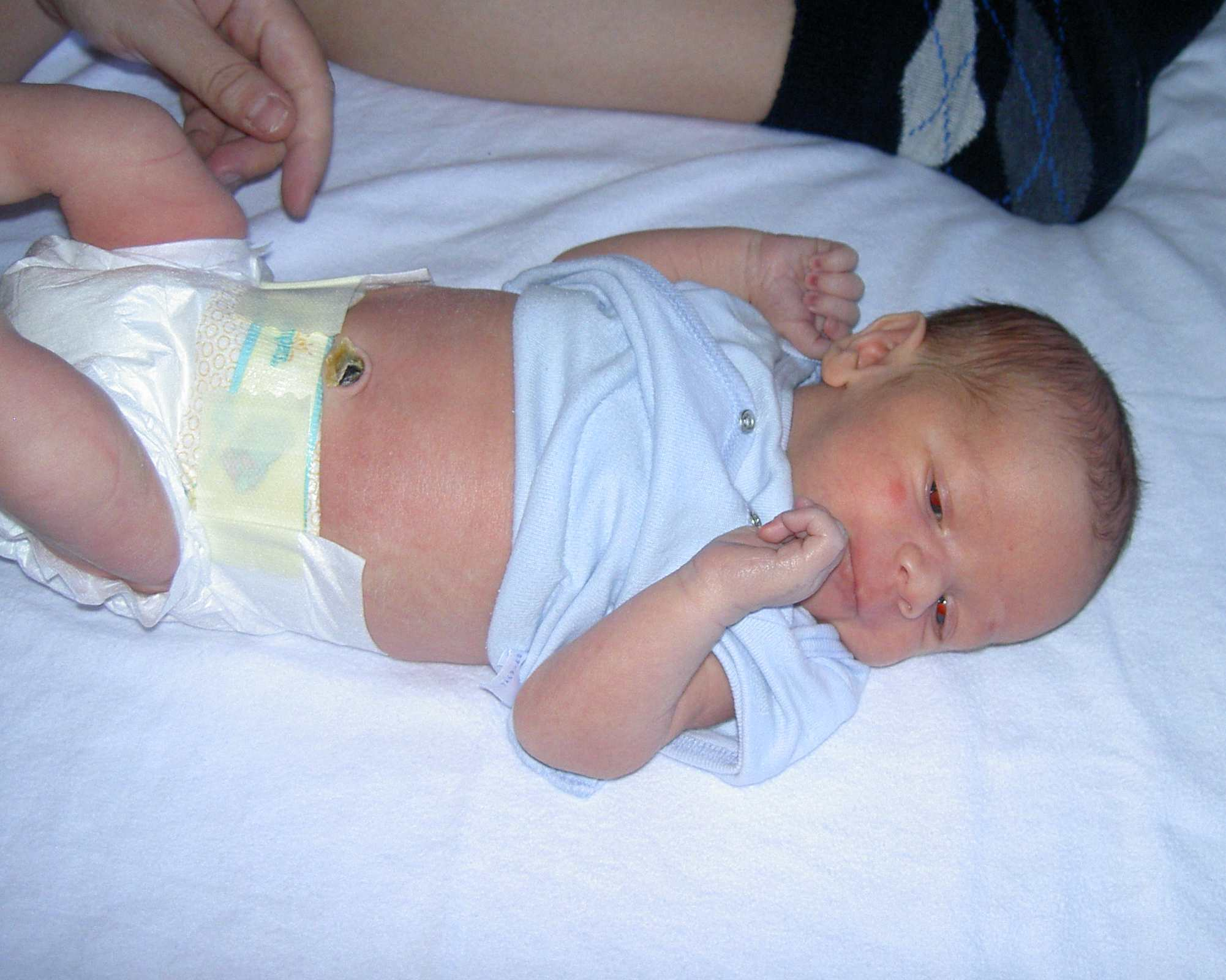
Bauchnabel eines 11 Tage alten Kindes

Der Bauchnabel oder Nabel (lateinisch Umbilicus, griechisch Omphalos, lateinisch auch Anulus umbilicalis, wörtlich der Nabelring) entsteht bei allen Plazentatieren (höheren Säugetieren, aber nicht bei Beuteltieren) nach ihrer Geburt. Er ist jedoch außer bei Primaten einschließlich des Menschen kaum zu erkennen. Es ist die Stelle mittig auf der Vorderseite des Bauchs, an der während der Schwangerschaft beim Heranwachsen im Mutterleib die Nabelschnur herausgewachsen ist, die über die Plazenta die für das Leben und Wachstum notwendigen Stoffe mit dem Blutkreislauf der Mutter austauscht.
Nach der Geburt und dem Entfernen der Nabelschnur verwächst der Bauchnabel und verschließt sich. Er kann als einzige physiologische Narbe bezeichnet werden.
Das Gebiet um den Bauchnabel, die Nabelgegend (Regio umbilicalis), ist der mittige Teil der mittleren Bauchregion. Sie grenzt oben (bei Tieren vorn) an die Regio xiphoidea und unten (bei Tieren hinten) an die Schamgegend (Regio pubica).

## Bauchnabel beim Menschen
Es gibt verschiedene optische Erscheinungsformen von Bauchnabeln. Die Entwicklung hängt von vielen Faktoren ab: genetischen Gegebenheiten, Beschaffenheit der Bauchmuskulatur, Umgang mit dem Bauchnabel nach der Geburt, körperlichen Belastungen etc. Grundsätzlich unterschieden werden kann der konvex tellerartig nach außen gestülpte Nabel und der häufigere nach innen gekehrte Nabel. Der nach innen gekehrte kann gleichmäßige konzentrische Falten im Innern aufweisen, zwei backenartige aufeinander zugehende Auswölbungen oder unregelmäßige Verwachsungen. Bei ausgeprägterem Bauch erscheint er als größere Vertiefung.
Medizinisch relevant wird der Bauchnabel bei Entzündungen, ausgelöst z. B. durch mangelnde Hygiene oder bei Nabelbrüchen (Hernie). Ein Nabelbruch macht einen Arztbesuch ratsam, da Bauchorgane sich im Nabelbruch einklemmen können. Während ein im Säuglingsalter bestehender Nabelbruch meist in den ersten Lebensjahren verwächst, verschwinden über das Pubertätsalter hinaus bestehende Nabelbrüche nicht mehr.
Minimalinvasive Operationsverfahren verwenden im Rahmen einer laparoskopischen Einzelzugangchirurgie häufig den Bauchnabel, um Instrumente über einen Adapter in den Bauchraum des Patienten einzuführen. Zwar sind die kosmetischen Folgen dieses Eingriffes im Sinne des Patienten, allerdings dauern derartige Schlüsselloch-OPs länger und die Bewegungsfreiheit für die chirurgischen Instrumente ist eingeschränkt. Ob ein Eingriff durch den Bauchnabel erfolgt, hängt somit von der individuellen Einschätzung des Operateurs ab.
Der weibliche Bauchnabel gilt weithin als erotisches Symbol. So war es gemäß dem Hays Code in Hollywood-Produktionen bis Mitte der 1970er-Jahre nicht gestattet, den Bauchnabel von Schauspielerinnen zu zeigen. Bauchfreie Oberteile waren zwar grundsätzlich erlaubt, der Nabel musste dabei aber verborgen werden. So kam es, dass die Hauptdarstellerin der US-Serie Bezaubernde Jeannie, Barbara Eden, ihren Nabel stets durch ihr Outfit zu verdecken hatte.

## Nabelanomalien und -erkrankungen

### Nabelanomalien
Als Nabelanomalie wird eine angeborene Störung im Bereich des Nabels bezeichnet.
1. Amnionnabel: Hier greift die Amnionhülle auf die Bauchhaut über, sodass nach Abfall der Nabelschnur ein rundlicher Hautdefekt entsteht, der granuliert und damit in der Regel komplikationslos abheilt.
2. Haut- oder Fleischnabel: Hier tritt der umgekehrte Fall ein: Die Bauchhaut erstreckt sich auf die Nabelschnur, sodass sich nach deren Abfall ein stumpfförmiger Nabel bildet und dieser das Hautniveau mehr oder weniger deutlich überragt.

Bei siamesischen Zwillingen kann es zu einem Zusammenwachsen der Kinder im Bereich des Nabels kommen. Diese Doppelfehlbildung wird als Omphalopagos bezeichnet.

### Nabelblutung
Die Nabelblutung bei Neugeborenen – ICD-10: P51 – stellt in der Regel ein minder schwerwiegendes Ereignis dar, bei dem es zu einer Blutung aus dem noch nicht epithelialisierten Nabelgrund kommt. Besteht die Ursache im Sich-Lösen der Nabelligatur, wird dies als P51.8 eingeordnet. Schwerwiegende (massive) Nabelblutungen müssen weiterer Abklärung zugeführt werden. Ursächlich sind eine Gerinnungsstörung oder abnorme Druckverhältnisse in den Nabelschnurgefäßen, wie sie bei Herzfehlern vorkommen können. Eine Nabelblutung aufgrund einer entzündeten Nabelschnur (Omphalitis) wird unter P38 eingeordnet.

### Schwangerschaft
Während des dritten Schwangerschaftsdrittels stülpt sich der Nabel häufig nach außen, kehrt aber nach der Geburt meist in die ursprüngliche Stellung zurück.

### Nabelbruch

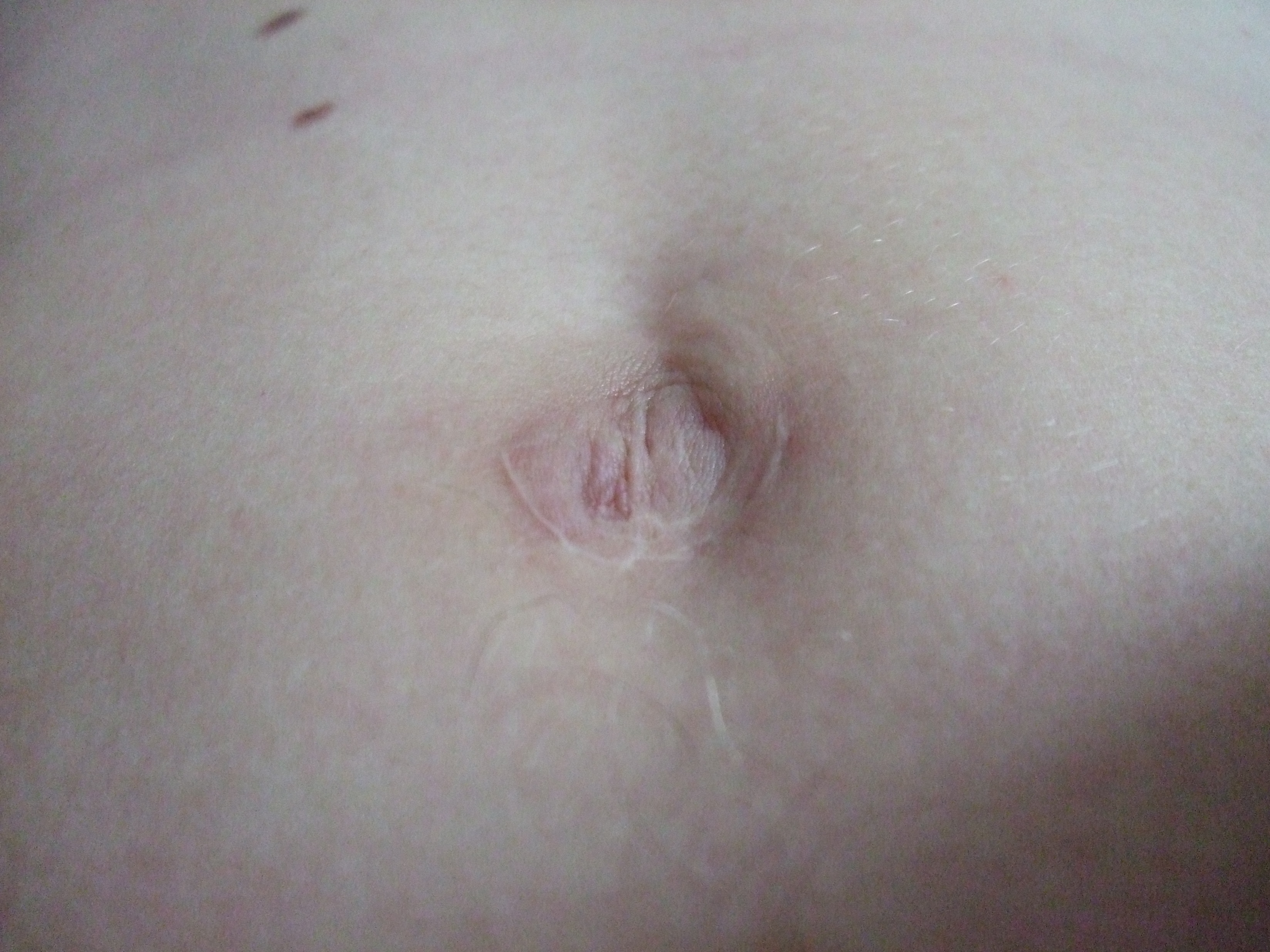
Angeborener Nabelbruch nach einem erfolgten chirurgischen Eingriff

Als Nabelbruch wird ein meist beschwerdefreier, ständig nach außen gewölbter Nabel bezeichnet, durch den Eingeweide aus dem Körper ragen. Aus kosmetischen Gründen finden gelegentlich chirurgische Eingriffe zur Anpassung an das „Normbild“ statt.

### Krätze
Die geschützte, warme Nabelhöhle wird gerne von Krätzmilben aufgesucht.

### Sister-Mary-Joseph-Knoten
Ein tastbarer, neu aufgetretener und oft schmerzhafter Knoten am Nabel kann eine Metastase eines Malignoms der Bauchhöhle sein – bei Magenkrebs, Darmkrebs, Eierstockkrebs u. Ä. Die Ausbreitung erfolgt dabei direkt über die Bauchhöhle, etwa bei einer Peritonealkarzinose, oder auf lymphatischem Wege.
Sister Mary Joseph war eine Ordensschwester und hieß bürgerlich Julia Dempsey (geb. 14. Mai 1856, gest. 29. März 1939). Sie war langjährige chirurgische Assistentin von William James Mayo im Saint Marys Hospital in Rochester, Minnesota, und wies auf den Zusammenhang dieser Knoten mit Bauchmalignomen hin. Die Benennung nach Sr. Mary Joseph geht auf einen Artikel von Hamilton Bailey aus dem Jahr 1949 zurück.

## Bauchnabelschmuck

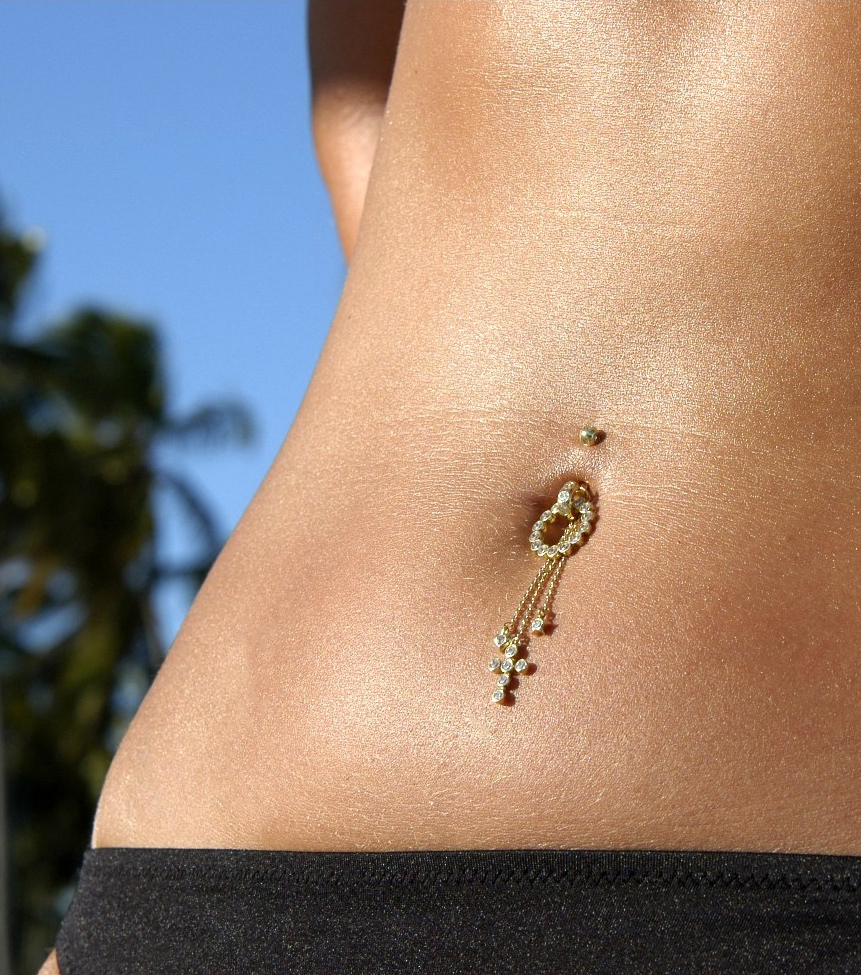
Bauchnabelpiercing

Zum Schmücken des Bauchnabels verwendet man seit Ende des 20. Jahrhunderts in den westlichen Industrieländern Piercings, meistens aus einer hautverträglichen Metalllegierung. Aus frühen und archaischen Kulturen sind ähnliche Verzierungen bekannt.

## Schönheitsoperation (Umbilicoplastik)
Bauchnabelkorrekturen werden als Schönheitsoperation angeboten.
Während die Form des Bauchnabels bei der Geburt bestimmt wird, kann sie sich im Laufe der Zeit aufgrund von zum Beispiel Schwangerschaft und Gewichtsveränderungen ändern.
Die plastische Chirurgie bietet ein Verfahren namens Umbilicoplastik an, mit welcher die vorherige Form des Bauchnabels wieder hergestellt oder gemäß Patientenwünschen verändert werden kann.